# リュカ数
リュカ数（リュカすう、英: Lucas number）とは、フランスの数学者エドゥアール・リュカに因んで名付けられた数であり、n 番目のリュカ数を Ln で表すと
{\displaystyle L_{0}=2,\ L_{1}=1,}
{\displaystyle L_{n+2}=L_{n}+L_{n+1}}
で定義される数列にある項のことである。つまり、初項（最初のリュカ数）を 2、次の項を 1 と定義し、それ以降の項は前の2つの項の和になっている数列のことである。

## 最初の50項
2, 1, 3, 4, 7, 11, 18, 29, 47, 76, 123, 199, 322, 521, 843, 1364, 2207, 3571, 5778, 9349, 15127, 24476, 39603, 64079, 103682, 167761, 271443, 439204, 710647, 1149851, 1860498, 3010349, 4870847, 7881196, 12752043, 20633239, 33385282, 54018521, 87403803, 141422324, 228826127, 370248451, 599074578, 969323029, 1568397607, 2537720636, 4106118243, 6643838879, 10749957122, 17393796001.（オンライン整数列大辞典の数列 A000032）

## 負の番号への拡張
漸化式 Ln+2 = Ln + Ln+1 を全ての整数 n に対して適用すると、n が負の整数である場合に拡張できる。例えば、-5 ≤ n ≤ 5 に対するリュカ数は次の値になる。
-11, 7, -4, 3, -1, 2, 1, 3, 4, 7, 11
さらに、一般には L-n = (-1)nLn となる。

## 数学的性質
リュカ数は、フィボナッチ数と共に自然界に多く存在する。またフィボナッチ数 Fn との間に多くの関係式があり、例として
{\displaystyle L_{n}=F_{n-1}+F_{n+1}}
{\displaystyle F_{2n}=L_{n}F_{n}}
{\displaystyle F_{n}={L_{n-1}+L_{n+1} \over 5}}
などが挙げられる。また同じ項番号のフィボナッチ数とリュカ数の比 Ln/Fn は、n が大きくなるにつれて √5 = 2.23606798… に収束する。
フィボナッチ数と同様に、リュカ数も隣接する2項の比 Ln+1/Ln は n が大きくなるにつれて黄金比 {\displaystyle \varphi ={\frac {1+{\sqrt {5}}}{2}}} = 1.61803398… に近づく。
n 番目のリュカ数は以下の式で表される。
{\displaystyle L_{n}=\left({\frac {1+{\sqrt {5}}}{2}}\right)^{n}+\left({\frac {1-{\sqrt {5}}}{2}}\right)^{n}=\varphi ^{n}+(1-\varphi )^{n}={\varphi ^{n}+(-\varphi )^{-n}}}
ここで {\displaystyle \varphi } は黄金比である。

## リュカ素数
リュカ素数（リュカそすう、英: Lucas prime）とは、リュカ数である素数である。
リュカ素数 Ln の最初のいくつかの項は以下の通りである。
2, 3, 7, 11, 29, 47, 199, 521, 2207, 3571, 9349, 3010349, 54018521, 370248451, 6643838879, ….（オンライン整数列大辞典の数列 A005479）
Ln の n は以下の通りである。
0, 2, 4, 5, 7, 8, 11, 13, 16, 17, 19, 31, 37, 41, 47, ….（オンライン整数列大辞典の数列 A001606）
n = 0, 4, 8, 16 の場合を除いて、Ln が素数ならば n も素数である。しかし、n が素数でも、Ln が素数になるとは限らない。